# Pleopodias superatus
Pleopodias superatus är en kräftdjursart som beskrevs av Williams och Bunkley-Williams 1986. Pleopodias superatus ingår i släktet Pleopodias och familjen Cymothoidae. Inga underarter finns listade i Catalogue of Life.